# 1978 à la télévision
| Années de la télévision : 1975 - 1976 - 1977 - 1978 - 1979 - 1980 - 1981    |
| Décennies de la télévision : 1940 - 1950 - 1960 - 1970 - 1980 - 1990 - 2000 |

Cet article présente les faits marquants de l'année 1978 à la télévision.

## Évènements
- 22 avril : après avoir remporté le "Grand Prix Eurovision" l'année précédente, TF1 organise l'édition 1978 depuis le Palais des Congrès de Paris.
- 22 septembre, France : l'écrivain américain Bukowski arrive saoul sur le plateau d'Apostrophes et se dispute avec Cavanna, ce qui lui permet de se faire connaître.

## Émissions
- 17 avril : Première de l'émission Top club sur Antenne 2.
- 26 juin : Dernière de l'émission La Tête et les Jambes sur Antenne 2.
- 19 septembre : Dernière de l'émission FR3 Actualités sur FR3.
- 20 septembre : Première de Soir 3 sur France Régions 3.
- 28 octobre : Dernière de l'émission La Piste aux étoiles sur Antenne 2.

## Séries télévisées
- 25 février : premier épisode de la série policière Serpico
- Racines : une série sur l'esclavage et l'exploitation des noirs aux États-Unis, une saga familiale qui se déroule sur plusieurs décennies et générations
- Goldorak : le premier manga japonais débarque dans les émissions de jeunesse, et fait l'unanimité chez les jeunes.
- 17 septembre : Première diffusion sur Antenne 2 de L'Âge de cristal (série télévisée)
- Lancement aux États-Unis de la série L'incroyable Hulk.en France, elle sera suivie à partir de 1980.
- Première diffusion de Starsky et Hutch en France, série américaine.
- Création de la série américaine Arnold et Willy (diffusée en France en 1982).
- La série française Médecins de nuit apparaît sur les petits écrans.

## Feuilletons télévisés
- 12 avril : Le feuilleton américain Dallas est lancé. Il sera diffusé en France à partir du 24 janvier 1981.

## Téléfilms
- 21 novembre : Quand flambait le bocage, adapté du roman de Philippe Mestre et réalisé par Claude-Jean Bonnardot.

## Distinctions

### Emmy Award(États-Unis)
- Meilleure émission de variétés : Le Muppet Show

## Principales naissances
- 20 janvier : Omar Sy, acteur et humoriste français.
- 14 février : 
  - Danai Gurira, actrice américaine.
  - Anne-Gaëlle Riccio, animatrice française de télévision.
- 6 avril :  Lauren Ridloff, une actrice américaine.
- 4 juin : Joshua McDermitt, acteur américain.
- 21 juin :
  - Erica Durance, actrice et productrice canadienne.
  - Jean-Pascal Lacoste, chanteur, acteur et animateur de télévision français.
- 3 juillet : Ian Anthony Dale, acteur américain
- 8 juillet : Rachael Lillis, actrice américaine.
- 18 juillet : Mélissa Theuriau, journaliste française.
- 7 septembre : Cartman, animateur de télévision français.
- 22 septembre : Daniella Alonso, actrice américaine.
- 6 décembre : Arnaud Ducret, comédien et humoriste français.
- 8 décembre : Ian Somerhalder, acteur américain
- 12 décembre : Gbenga Akinnagabe, acteur américano-nigérien

## Principaux décès
- 8 mars : Jacques Grello, acteur et chansonnier français (° 28 avril 1915).
- 23 juin : Kim Winona, actrice américaine  (° 10 octobre 1930).
- 29 juin : Bob Crane, héros de la série Papa Schultz, meurt assassiné (° 13 juillet 1928).
- 12 septembre : Frank Ferguson, acteur américain (° 25 décembre 1899).